# Ешлі Келлус
Ешлі Келлус  (англ. Ashley Callus, 10 березня 1979) — австралійський плавець, олімпійський чемпіон.

## Виступи на Олімпіадах
| Олімпіада   | Дисципліна                            | Місце |
| ----------- | ------------------------------------- | ----- |
| Сідней 2000 | естафета 4 × 100 вільним стилем       | 1     |
| Афіни 2004  | плавання на 50 метрів вільним стилем  | 26    |
| Афіни 2004  | плавання на 100 метрів вільним стилем | 31    |
| Афіни 2004  | естафета 4 × 100 вільним стилем       | 6     |
| Пекін 2008  | плавання на 50 метрів вільним стилем  | 4     |
| Пекін 2008  | естафета 4 × 100 вільним стилем       | 3     |